# گروسبودونگن
گروسبودونگن (به آلمانی: Großbodungen) یک منطقهٔ مسکونی در آلمان است که در ام اهمبرگ واقع شده‌است. گروسبودونگن ۱٬۴۰۲ نفر جمعیت دارد.